# Раян О'Коннор
Раян О'Коннор (англ. Ryan O'Connor; народився 12 березня 1992, Гамільтон, Онтаріо, Канада) — канадський хокеїст, захисник. Виступає за «Ізерлон Рустерс» у DEL.

## Кар'єра
О'Коннор розпочав свій шлях у хокеї з клуба «Беррі Колтс» (Хокейна ліга Онтаріо) та інший клуб цієї ліги «Сагіно Спіріт».
Раян дебютував у сезоні 2013/14 років в клубі Континентальної хокейної ліги «Медвещак» (Загреб) — провів одинадцять матчів, на правах оренди перейшов до клубу «Давос» (Національна ліга А) — сімнадцять матчів та одна результативна передача.
У складі ХК «Давос» брав участь у Кубку Шпенглера.
21 липня 2014 року, О'Коннор уклав контракт на один рік та продовжив свою кар'єру у фінському клубі «Еспоо Блюз» (СМ-ліга).
Після сезону 2018–19 в складі фінського клубу ГІФК Раян на правах вільного агента перейшов до німецької команди «Ізерлон Рустерс» та 23 квітня 2019 року уклав з ним однорічний контракт.

## Кар'єра (збірна)
У складі юнацької збірної Канади брав участь на чемпіонаті світу 2010 року, у його активі шість матчів, п'ять набраних очок (3 + 2) та вісім штрафних хвилин.